# (400412) 2008 CL33
(400412) 2008 CL33 es un asteroide perteneciente al cinturón de asteroides, región del sistema solar que se encuentra entre las órbitas de Marte y Júpiter, descubierto el 24 de septiembre de 2007 por el equipo del Spacewatch desde el Observatorio Nacional de Kitt Peak, Arizona, Estados Unidos.

## Designación y nombre
Designado provisionalmente como 2008 CL33. 

## Características orbitales
2008 CL33 está situado a una distancia media del Sol de 2,550 ua, pudiendo alejarse hasta 3,187 ua y acercarse hasta 1,914 ua. Su excentricidad es 0,249 y la inclinación orbital 11,65 grados. Emplea 1488,20 días en completar una órbita alrededor del Sol.

## Características físicas
La magnitud absoluta de 2008 CL33 es 16,2. 